# Batalha de Menin Road Ridge
A Batalha de Menin Road Ridge foi o terceiro ataque geral britânico da Terceira Batalha de Ypres na Primeira Guerra Mundial. A batalha ocorreu de 20 a 25 de setembro de 1917, no Ypres Salient, na Bélgica, na Frente Ocidental. Durante a pausa nos ataques gerais britânicos e franceses do final de agosto a 20 de setembro, os britânicos mudaram algumas táticas de infantaria, adotando o método de avanço saltitante.
A Ofensiva de Kerensky pela Rússia em julho acelerou a desintegração do Exército russo, aumentando a perspectiva de reforços alemães substanciais para a Frente Ocidental. O ataque francês em Verdun em agosto infligiu uma derrota ao 5º Exército alemão semelhante em extensão à derrota do 4º Exército na Batalha de Messines em junho, mas o moral do exército francês ainda era baixo. Em relatórios ao Gabinete de Guerra em 21 de agosto e 2 de setembro, Sir Douglas Haig repetiu sua opinião de que a campanha britânica em Ypres era necessária para proteger os outros exércitos da aliança, independentemente do lento progresso geográfico feito no tempo excepcionalmente úmido de 01 de agosto.
O 4º Exército alemão havia derrotado os ataques britânicos nas linhas preta e verde (segunda e terceira) marcadas para 31 de julho, no centro e no planalto de Gheluvelt no flanco sul do campo de batalha durante as frequentes interrupções climáticas em agosto. Esses sucessos defensivos foram caros e, em meados de agosto, a satisfação alemã com suas conquistas foi acompanhada pela preocupação com a extensão das baixas. A chuva, os bombardeios constantes e os ataques aéreos britânicos também colocaram grande pressão sobre os defensores alemães entre os ataques britânicos. Após 31 de julho, Gough havia cessado as tentativas de explorar oportunidades criadas pelos ataques do Quinto Exército e iniciou um processo de revisão tática, que com o clima melhor em setembro, infligiu várias derrotas custosas aos alemães.